# Ahmed Reda Tagnaouti
Ahmed Reda Tagnaouti (Casablanca, 5 de abril de 1996), é um futebolista marroquino que atua como goleiro. Atualmente, joga pelo Wydad Casablanca.

## Carreira
Foi convocado para a disputa da Copa do Mundo FIFA de 2018.

## Títulos
Wydad Casablanca
- Botola: 2016–17

IR Tanger
- Botola: 2017–18